# Ottoia
Ottoia es un género extinto de priapúlidos y uno de los mayores y más abundantes gusanos del Cámbrico de Burgess Shale, Columbia Británica. Su longitud promedio es de 80 mm. Era propio del hábitat infaunal y tenía una probóscide espinosa.

## Características
Las espinas en su probóscide han sido interpretadas como dientes utilizados para capturar presas. Su modo de vida es incierto, pero se cree que fue un activo depredador, moviéndose a través de los sedimentos para cazar a sus presas, y se cree que vivía dentro de una madriguera en forma de "U" que se construía en el sustrato. Desde ese lugar con relativa seguridad, podría extender su probóscide en busca de presas. Su contenido intestinal muestra que este gusano era un depredador, a menudo con piezas de Haplophrentis (un animal similar a los moluscos). También muestran evidencia de canibalismo, que es común en los priapúlidos actuales.
Debido a su ubicación en el sitio de Burgess Shale en el pie de un alto arrecife de piedra caliza, se puede presumir la relativa inmovilidad que colocó a la Ottoia en peligro de ser arrastrados por cualquier alud de lodo desde el acantilado. Esto puede explicar por qué sigue siendo uno de los más abundantes ejemplares de la fauna de Burgess Shale.

## Paleoecología
Cerca de 1.500 ejemplares han sido descubiertos. Otros géneros de prialúpidos que han sido encontrados en la formación de Burgess Shale son Ancalagon, Selkirkia y Louisella.

## En la cultura popular
Varios ejemplares de Ottoia aparecieron en el documental "La formación de la Tierra" cuando ascendían de sus madrigueras.
Los monstruos de la película Deep Rising son reconocidos por uno de los personajes como Ottoia producto de una mutación (aparentemente ficticia).
En la película King Kong (2005) de Peter Jackson uno de los animales presentes en el pozo de la isla está claramente inspirado en Ottoia.

## Galería

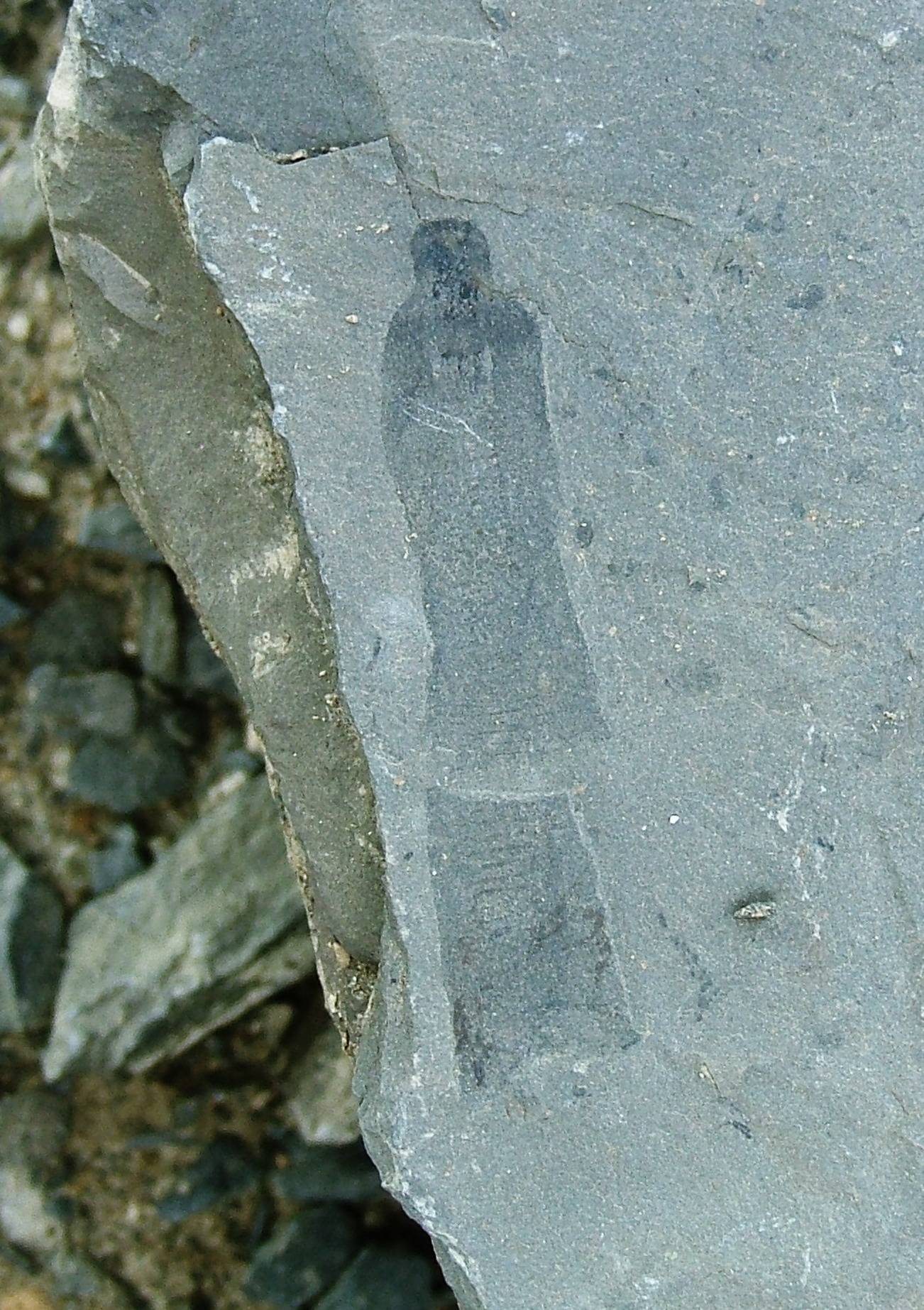
Fósil de Ottoia.
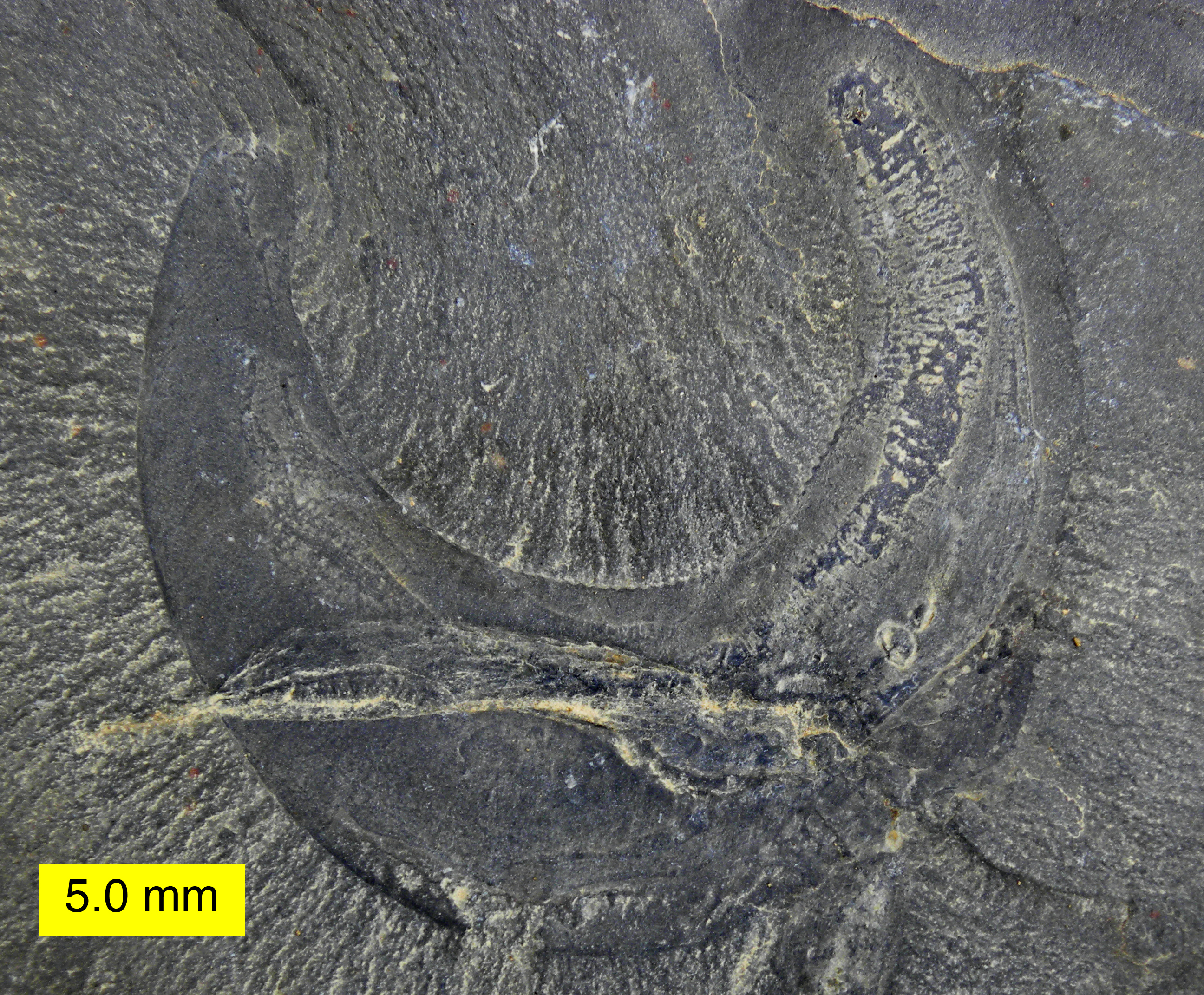
Fósil que muestra la hipótesis de que Ottoia vivía en madrigueras.
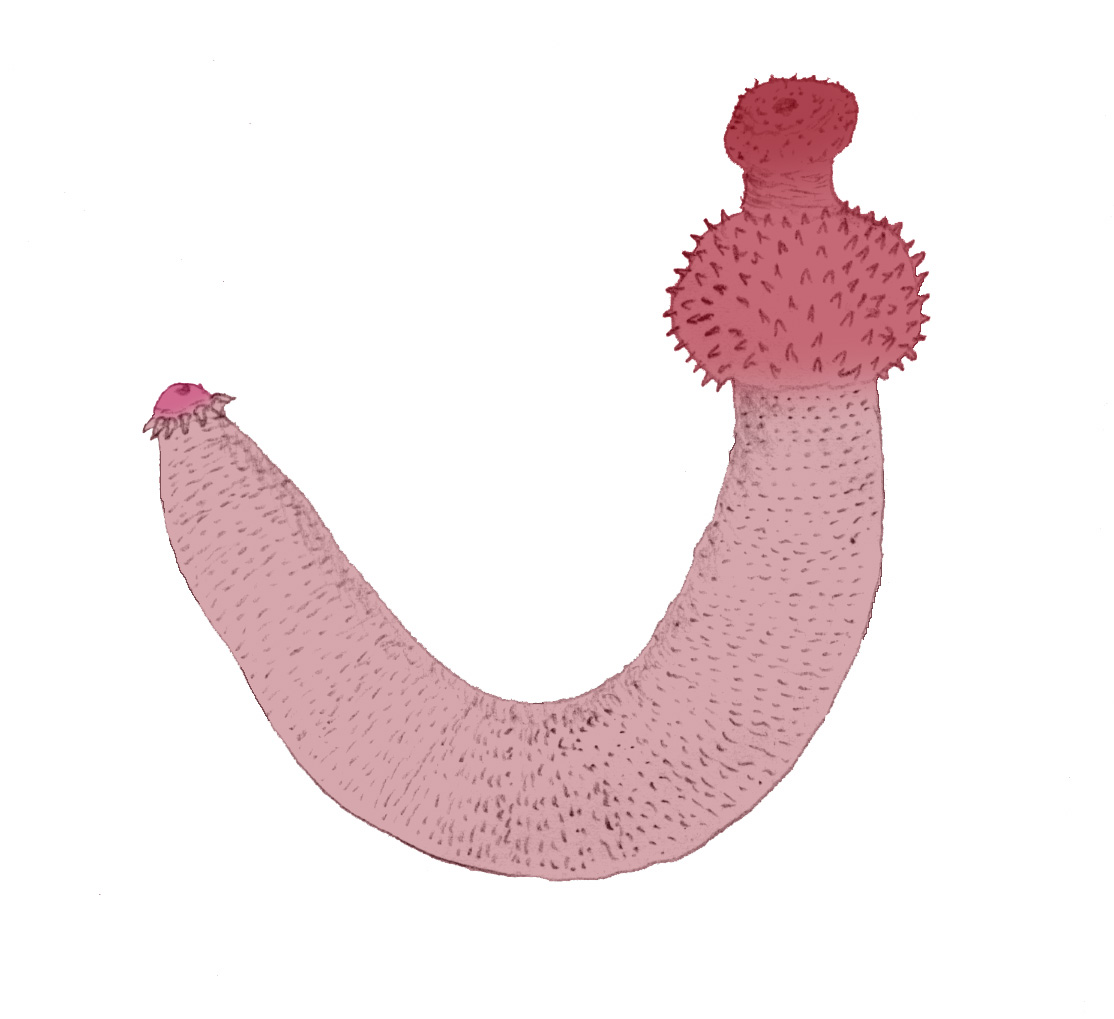
Recreación de un Ottoia.